# American Basketball Association 2006-2007
La stagione di American Basketball Association 2006-2007 fu la 6ª della nuova ABA. La stagione finì con la vittoria dei Vermont Frost Heaves, che sconfissero i Texas Tycoons per 143 a 95 nella finale unica disputata.
Entrarono a far parte della Lega altre ventiquattro franchigie: gli Arkansas Aeros, i Buffalo Silverbacks, i Brooklyn Comets, i Cape Cod Frenzy, i Detroit Panthers, i Gallup Outlaws, gli Hollywood Fame, gli Houston Takers, i King County Royals, gli Knoxville Noise, i Jacksonville JAM, i Minnesota Ripknees, i Mississippi Miracles, i Montreal Royal, gli Orlando Aces, i Palm Beach Imperials, i Peoria Kings, i Quad City Riverhawks, i Quebec City Kebekwa, i San Diego Wildcats, i Sauk Valley Rollers, i Southern Alabama Bounce, i Tennessee Mud Frogs, i Texas Tycoons, i Twin City Ballers, i Veneno de Monterrey, i Waco Wranglers, i Wilmington Sea Dawgs

## Squadre partecipanti
- Arkansas Aeros
- Atlanta Vision
- Aurora Force
- Beijing Olympians
- Bellingham Slam
- Brooklyn Comets
- Buffalo Silverbacks
- Cape Cod Frenzy
- Detroit Panthers
- Gallup Outlaws
- Hollywood Fame
- Houston Takers
- K.C. Royals
- Knoxville Noise
- Jacksonville JAM
- Maryl. Nighthawks
- Maywood Buzz
- Minnesota Ripknees
- Mississippi Miracles
- Montreal Royal
- Newark Express

- Orlando Aces
- P.B. Imperials
- Peoria Kings
- Q.C. Riverhawks
- Quebec C. Kebekwa
- Rochester Razor.
- Sacramento Heatwave
- San Diego Wildcats
- S.V. Rollers
- St. Louis Stunners
- S.I. Sound
- S. Alabama Bounce
- Tenn. Mud Frogs
- Texas Tycoons
- Tijuana Dragons
- T.C. Ballers
- Veneno de Monterrey
- Vermont F. Heaves
- Waco Wranglers
- Wilm. Sea Dawgs

## Classificaregular season

### Red Conference
| Squadra             | V  | P  | PCT  |
| ------------------- | -- | -- | ---- |
| Bellingham Slam     | 21 | 10 | 67,7 |
| Sacramento Heatwave | 11 | 9  | 55,0 |
| King County Royals  | 6  | 9  | 40,0 |

| Squadra                 | V  | P  | PCT  |
| ----------------------- | -- | -- | ---- |
| Beijing Aoshen Olympian | 21 | 9  | 70,0 |
| San Diego Wildcats      | 15 | 9  | 62,5 |
| Hollywood Fame          | 14 | 11 | 56,0 |
| Gallup Outlaws          | 9  | 9  | 50,0 |
| Maywood Buzz            | 12 | 15 | 44,4 |
| Dragones de Tijuana     | 5  | 14 | 26,3 |

### White Conference
| Squadra             | V  | P  | PCT  |
| ------------------- | -- | -- | ---- |
| Detroit Panthers    | 16 | 10 | 61,5 |
| Sauk Valley Rollers | 13 | 14 | 48,1 |
| Twin City Ballers   | 6  | 19 | 24,0 |

| Squadra              | V  | P  | PCT  |
| -------------------- | -- | -- | ---- |
| Quad City Riverhawks | 22 | 7  | 75,9 |
| Minnesota Ripknees   | 21 | 8  | 72,4 |
| Peoria Kings         | 15 | 15 | 50,0 |
| St. Louis Stunners   | 8  | 17 | 32,0 |
| Aurora Force         | 0  | 1  | 0,0  |

| Squadra             | V  | P  | PCT  |
| ------------------- | -- | -- | ---- |
| Arkansas Aeros      | 23 | 2  | 92,0 |
| Texas Tycoons       | 21 | 5  | 80,8 |
| Veneno de Monterrey | 12 | 12 | 50,0 |
| Waco Wranglers      | 7  | 17 | 29,2 |
| Houston Takers      | 4  | 16 | 20,0 |

### Blue Conference
| Squadra               | V  | P  | PCT  |
| --------------------- | -- | -- | ---- |
| Vermont Frost Heaves  | 27 | 5  | 84,4 |
| Rochester Razorsharks | 19 | 6  | 76,0 |
| Quebec City Kebekwa   | 17 | 11 | 60,7 |
| Buffalo Silverbacks   | 14 | 10 | 58,3 |
| Cape Cod Frenzy       | 10 | 18 | 35,7 |
| Montreal Royal        | 6  | 18 | 25,0 |

| Squadra              | V  | P  | PCT  |
| -------------------- | -- | -- | ---- |
| Wilmington Sea Dawgs | 15 | 8  | 65,2 |
| Strong Island Sound  | 16 | 11 | 59,3 |
| Maryland Nighthawks  | 13 | 16 | 44,8 |
| Brooklyn Comets      | 7  | 3  | 70,0 |
| Newark Express       | 2  | 21 | 8,7  |

| Squadra                 | V  | P  | PCT  |
| ----------------------- | -- | -- | ---- |
| Mississippi Miracles    | 17 | 10 | 63,0 |
| Tennessee Mud Frogs     | 10 | 12 | 45,5 |
| Atlanta Vision          | 9  | 15 | 37,5 |
| Southern Alabama Bounce | 7  | 22 | 24,1 |
| Knoxville Noise         | 5  | 9  | 35,7 |

| Squadra              | V  | P  | PCT  |
| -------------------- | -- | -- | ---- |
| Jacksonville JAM     | 25 | 8  | 75,8 |
| Palm Beach Imperials | 10 | 16 | 38,5 |
| Orlando Aces         | 8  | 17 | 32,0 |

## Playoffs
|  | Quarti di finale | Quarti di finale | Quarti di finale |            |          | Semifinali  | Semifinali | Semifinali |  |   | Finale  | Finale | Finale |  |   | Finale ABA | Finale ABA | Finale ABA |
|  |                  |                  |                  |            |          |             |            |            |  |   |         |        |        |  |   |            |            |            |
|  | 1                | Vermont          | 103              |            |          |             |            |            |  |   |         |        |        |  |   |            |            |            |
|  | 13               | Strong Island    | 75               |            |          |             |            |            |  |   |         |        |        |  |   |            |            |            |
|  | 13               | Strong Island    | 75               |            | 1        | Vermont     | 119        |            |  |   |         |        |        |  |   |            |            |            |
|  |                  |                  |                  |            | 1        | Vermont     | 119        |            |  |   |         |        |        |  |   |            |            |            |
|  |                  |                  | 8                | Bellingham | 103      |             |            |            |  |   |         |        |        |  |   |            |            |            |
|  | 8                | Bellingham       | 8                | Bellingham | 103      | 137         |            |            |  |   |         |        |        |  |   |            |            |            |
|  | 8                | Bellingham       |                  |            |          | 137         |            |            |  |   |         |        |        |  |   |            |            |            |
|  | 19               | Hollywood        | 103              |            |          |             |            |            |  |   |         |        |        |  |   |            |            |            |
|  | 19               | Hollywood        | 103              |            |          |             |            |            |  | 1 | Vermont | 113    |        |  |   |            |            |            |
|  |                  |                  |                  |            |          |             |            |            |  | 1 | Vermont | 113    |        |  |   |            |            |            |
|  |                  | 10               | Wilmington       | 85         |          |             |            |            |  |   |         |        |        |  |   |            |            |            |
|  | 5                | 10               | Wilmington       | 85         | Arkansas | forfait     |            |            |  |   |         |        |        |  |   |            |            |            |
|  | 5                |                  |                  |            | Arkansas | forfait     |            |            |  |   |         |        |        |  |   |            |            |            |
|  | 11               | Mississippi      | -                |            |          |             |            |            |  |   |         |        |        |  |   |            |            |            |
|  | 11               | Mississippi      | -                |            | 11       | Mississippi | 112        |            |  |   |         |        |        |  |   |            |            |            |
|  |                  |                  |                  |            | 11       | Mississippi | 112        |            |  |   |         |        |        |  |   |            |            |            |
|  |                  |                  | 10               | Wilmington | 130      |             |            |            |  |   |         |        |        |  |   |            |            |            |
|  | 4                | Rochester        | 10               | Wilmington | 130      | forfait     |            |            |  |   |         |        |        |  |   |            |            |            |
|  | 4                | Rochester        |                  |            |          | forfait     |            |            |  |   |         |        |        |  |   |            |            |            |
|  | 10               | Wilmington       | -                |            |          |             |            |            |  |   |         |        |        |  |   |            |            |            |
|  | 10               | Wilmington       | -                |            |          |             |            |            |  |   |         |        |        |  | 1 | Vermont    | 143        |            |
|  |                  |                  |                  |            |          |             |            |            |  |   |         |        |        |  | 1 | Vermont    | 143        |            |
|  |                  | 3                | Texas            | 95         |          |             |            |            |  |   |         |        |        |  |   |            |            |            |
|  | 3                | 3                | Texas            | 95         | Texas    | -           |            |            |  |   |         |        |        |  |   |            |            |            |
|  | 3                |                  |                  |            | Texas    | -           |            |            |  |   |         |        |        |  |   |            |            |            |
|  | 14               | Detroit          | forfait          |            |          |             |            |            |  |   |         |        |        |  |   |            |            |            |
|  | 14               | Detroit          | forfait          |            | 3        | Texas       | 125        |            |  |   |         |        |        |  |   |            |            |            |
|  |                  |                  |                  |            | 3        | Texas       | 125        |            |  |   |         |        |        |  |   |            |            |            |
|  |                  |                  | 9                | Quad City  | 123      |             |            |            |  |   |         |        |        |  |   |            |            |            |
|  | 6                | Minnesota        | 9                | Quad City  | 123      | forfait     |            |            |  |   |         |        |        |  |   |            |            |            |
|  | 6                | Minnesota        |                  |            |          | forfait     |            |            |  |   |         |        |        |  |   |            |            |            |
|  | 9                | Quad City        | -                |            |          |             |            |            |  |   |         |        |        |  |   |            |            |            |
|  | 9                | Quad City        | -                |            |          |             |            |            |  | 3 | Texas   | 126    |        |  |   |            |            |            |
|  |                  |                  |                  |            |          |             |            |            |  | 3 | Texas   | 126    |        |  |   |            |            |            |
|  |                  | 7                | Beijing          | 114        |          |             |            |            |  |   |         |        |        |  |   |            |            |            |
|  | 7                | 7                | Beijing          | 114        | Beijing  | 100         |            |            |  |   |         |        |        |  |   |            |            |            |
|  | 7                |                  |                  |            | Beijing  | 100         |            |            |  |   |         |        |        |  |   |            |            |            |
|  | 15               | San Diego        | 97               |            |          |             |            |            |  |   |         |        |        |  |   |            |            |            |
|  | 15               | San Diego        | 97               |            | 7        | Beijing     | 121        |            |  |   |         |        |        |  |   |            |            |            |
|  |                  |                  |                  |            | 7        | Beijing     | 121        |            |  |   |         |        |        |  |   |            |            |            |
|  |                  |                  | 12               | Buffalo    | 106      |             |            |            |  |   |         |        |        |  |   |            |            |            |
|  | 2                | Jacksonville     | 12               | Buffalo    | 106      | 91          |            |            |  |   |         |        |        |  |   |            |            |            |
|  | 2                | Jacksonville     |                  |            |          | 91          |            |            |  |   |         |        |        |  |   |            |            |            |
|  | 12               | Buffalo          | 100              |            |          |             |            |            |  |   |         |        |        |  |   |            |            |            |

| Campione ABA 2007              |
| ------------------------------ |
| Vermont Frost Heaves 1º titolo |

## Premi ABA
- Most Valuable Player: non annunciato
- Coach Of The Year: Will Voigt, Vermont Frost Heaves
- Most Valuable Player Championship Game: non annunciato
- Executive of the Year: Felix Krupczynski, Jacksonville JAM